# Podospongia loveni
Podospongia loveni är en svampdjursart som först beskrevs av Bocage 1869.  Podospongia loveni ingår i släktet Podospongia och familjen Podospongiidae. Inga underarter finns listade i Catalogue of Life.